# Eumops auripendulus
Eumops auripendulus — вид кажанів родини молосових, поширений у Центральній Америці й північній половині Південної Америки.

## Етимологія
грец. εὖ — «хороший, справжній», mops — малайське слово, яке означає «кажан». лат. Auris — «вухо», лат. pendulus — «висить», вказуючі на великі розміри вух.

## Середовище проживання
Країни мешкання: Аргентина, Бразилія, Колумбія, Коста-Рика, Еквадор, Сальвадор, Французька Гвіана, Гватемала, Гаяна, Гондурас, Ямайка, Мексика, Нікарагуа, Панама, Парагвай, Перу, Суринам, Тринідад і Тобаго. Мешкає від низовин до 1800 м в Перу. Може проживати в густих лісах, на прибережних рівнинах, але й може були знайдені в порушених людиною територіях і в савані.

## Морфологія
Морфометрія. Довжина голови й тіла: 87—96, хвіст: 43—49, задні ступні: 11—14, вуха: 19—24, передпліччя: 55—62, вага: 32—39.
Опис. Вид великого розміру. Морда загострена, вертикальна верхня губа без складок і зморшок. Вуха довгі, спрямовані вперед, утворюючи структуру, як капелюх для очей. Спина від чорнувато-коричневого до темного червонувато-коричневого. Черевний регіон аналогічного кольору на спині, без особливої контрастності. У самців є велика округла залоза на горлі. Зубна формула: I 1/2, C 1/1, P 2/2, M 3/3, в цілому 30 зубів.

## Стиль життя
Харчуються великими комахами, на яких полюють на великих висотах. Сплять невеликими групами від 10 до 20 осіб, у дуплах дерев, серед скель, на дахах покинутих будинків. Сідала використовуються для отримання високої швидкості на початку польоту. У них є два піки активності: за 2 години після заходу сонця й інший, менш інтенсивний — перед світанком. 